# Billet (Einheit)
Billet war ein englisches Stück- und Zählmaß, besonders für Brennholz. Billet stand für Holzkloben mit festgelegten Abmaßen. Bei den drei verschiedenen Sorten waren die Längen des Klobens mit 3 Fuß gleich, unterschieden sich im Umfang. Sorte Eins hatte 7 Zoll, die zweite Sorte 10 Zoll und die dritte Sorte 14 Zoll Umfang.
- 1 Billet = 100 Stück
- 1000 Billets Holz = 1 Cord/Klafter
- 1 Cord Holz = ½ Chaldron Kohle